# كريستيان غارسيا (لاعب كرة قدم مواليد 1996)
كريستيان غارسيا (بالإسبانية: Cristian García)‏ هو لاعب كرة قدم أرجنتيني في مركز الوسط، ولد في 22 يوليو 1996 في General Alvear, Mendoza ‏ في الأرجنتين. لعب مع Comisión de Actividades Infantiles ‏.

## وصلات خارجية
- كريستيان غارسيا (لاعب كرة قدم مواليد 1996) على موقع قاعدة بيانات كرة القدم.إي يو (الإنجليزية)
- كريستيان غارسيا (لاعب كرة قدم مواليد 1996) على موقع Soccerway.com (الإنجليزية)